# 通德拉達爾許夏峰
61°45′17″N 7°45′09″E / 61.75472°N 7.75250°E
通德拉達爾許夏峰是挪威的山峰，位於該國西南部韋斯特蘭郡，處於呂斯特，距離首都奧斯陸260公里，屬於布萊海門山脈的一部分，海拔高度1,970米。